# Carla Hills

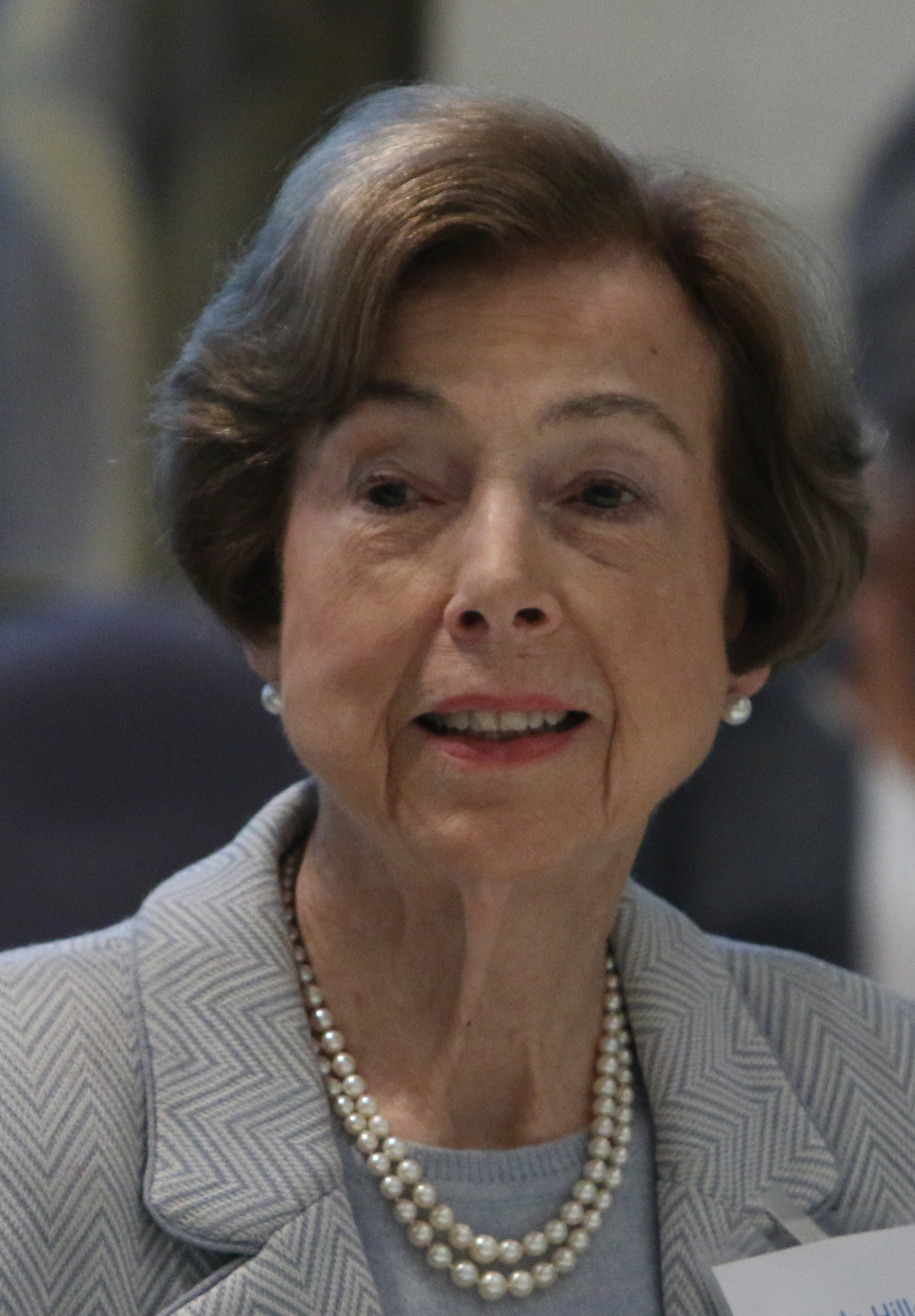

Carla Anderson Hills (ur. 3 stycznia 1934) – amerykańska polityk. W latach 1975–1977 Sekretarz urbanizacji Stanów Zjednoczonych. Była pierwszą kobietą zajmującą to stanowisko i trzecią kobietą w historii wchodzącą w skład Gabinetu Stanów Zjednoczonych. W latach 1989–1993 pełniła funkcję pełnomocnika rządu USA ds. handlu zagranicznego. Od 2007 stoi, wraz z Robertem Rubinem, na czele Council on Foreign Relations.